# Hamacantha (Vomerula) falcula
Hamacantha (Vomerula) falcula is een sponssoort in de taxonomische indeling van de gewone sponzen (Demospongiae). Het lichaam van de spons bestaat uit kiezelnaalden en sponginevezels, en is in staat om veel water op te nemen. 
De spons behoort tot het geslacht Hamacantha en behoort tot de familie Hamacanthidae. De wetenschappelijke naam van de soort werd voor het eerst geldig gepubliceerd in 1874 door Bowerbank.